# United States Space Force

Logo USSF

United States Space Force (USSF) – Siły Kosmiczne Stanów Zjednoczonych, jeden z 6 rodzajów Sił Zbrojnych Stanów Zjednoczonych. Są pierwszym wydzielonym rodzajem sił zbrojnych od czasów uniezależnienia się Sił Powietrznych Stanów Zjednoczonych w 1947 roku. Bezpośrednim poprzednikiem sił kosmicznych było Dowództwo kosmiczne Sił Powietrznych, które zostało utworzone 1 września 1982 i było odpowiedzialne za operacje w przestrzeni kosmicznej. Ustawa o obronie narodowej na 2020 przeprojektowała Dowództwo Kosmiczne Sił Powietrznych na Siły Kosmiczne Stanów Zjednoczonych i ustanowiła je jako niezależną gałąź Sił Zbrojnych USA w dniu 20 grudnia 2019 roku.
U.S. Space Force są częścią departamentu Sił Powietrznych, który jest jednym z trzech wojskowych departamentów Departamentu Obrony. Siły kosmiczne przez departament sił powietrznych podlegają sekretarzowi Sił powietrznych, który z kolei podlega sekretarzowi obrony oraz jest mianowany przez prezydenta za potwierdzeniem Senatu. Pod względem liczebności personelu jest to najmniejsza służba zbrojna USA w Departamencie Obrony USA.
Najwyższym rangą oficerem sił kosmicznych jest szef operacji kosmicznych, chyba że oficer sił kosmicznych pełni również funkcję przewodniczącego lub wiceprzewodniczącego kolegium połączonych szefów sztabów. Szef operacji kosmicznych sprawuje nadzór nad jednostkami sił kosmicznych i jest jednym z członków Kolegium Połączonych Sztabów. Pewne komponenty Sił Kosmicznych zostaną przydzielone, zgodnie z zaleceniami sekretarza Obrony i sekretarza Sił Powietrznych, Zunifikowanym Dowództwom Walczącym.

## Misje, funkcje i zadania

### Misje
Misją amerykańskich sił kosmicznych jest organizowanie, szkolenie i wyposażanie sił kosmicznych w celu ochrony amerykańskich i sojuszniczych interesów w przestrzeni kosmicznej. Do jej obowiązków należy szkolenie wojskowych specjalistów ds. kosmicznych, pozyskiwanie dla wojska systemów kosmicznych, opracowywanie doktryny użycia sił zbrojnych w przestrzeni kosmicznej i organizowanie sił kosmicznych na potrzeby Zunifikowanych Dowództw Walczących.
Siły kosmiczne są w szczególności odpowiedzialne za organizację, trening i wyposażenie sił zbrojnych na potrzeby poniższych misji:
- Dominacja w przestrzeni kosmicznej.
- Świadomość możliwości wykorzystania przestrzeni kosmicznej (militarnego, cywilnego i komercyjnego).
- Działania ofensywne i defensywne w przestrzeni kosmicznej.
- Dowodzenie i kontrola nad siłami kosmicznymi oraz operacjami satelitarnymi.
- Wsparcie dla operacji w przestrzeni kosmicznej (np. łączność satelitarna).
- Wsparcie dla usług w przestrzeni kosmicznej (np. działania kosmiczne dla operatorów wojskowych, cywilnych i komercyjnych).
- Wsparcie w sprawach kosmicznych dla potrzeb łączności i wykrywania detonacji jądrowych.
- Wykrywanie wystrzelonych rakiet międzykontynentalnych i wsparcie kosmiczne dla operacji obrony przeciwrakietowej.

### Funkcje
Jak opisano w amerykańskiej ustawie o siłach kosmicznych, zostanie ona zorganizowana, przeszkolona i wyposażona do:
- Zapewnienia Stanom Zjednoczonym swobody działania w przestrzeni kosmicznej i poza nią.
- Zapewnienia szybkości i trwałości operacji w przestrzeni kosmicznej.

### Zadania
Do obowiązków sił kosmicznych należy:
- Chronić interesy Stanów Zjednoczonych w przestrzeni kosmicznej.
- Odstraszać agresję w przestrzeni kosmicznej, z przestrzeni kosmicznej i na przestrzeń kosmiczną.
- Przeprowadzać operacje w przestrzeni kosmicznej.

## Organizacja

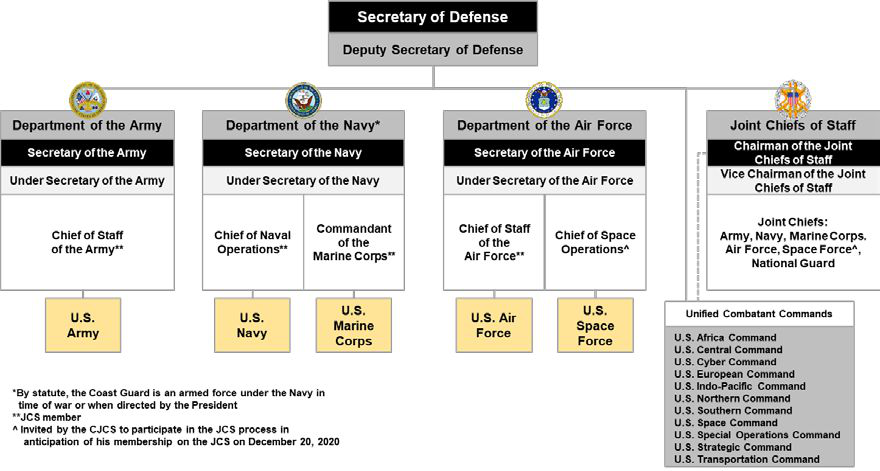
Przyporządkowanie Sił Kosmicznych Stanów Zjednoczonych w ramach Departamentu Obrony

Siły Kosmiczne są obok Siły Powietrznych Stanów Zjednoczonych jednym z dwóch równorzędnych rodzajów wojsk podlegających pod Departament Sił Powietrznych. Oba rodzaje wojsk nadzorowane są przez Sekretarza Sił Powietrznych który ponosi ogólną odpowiedzialność za organizację, wyszkolenie i wyposażenie Sił Kosmicznych i Sił Powietrznych.
Dowództwo wojskowe nad Siłami Kosmicznymi sprawuje Szef Operacji Kosmicznych (CSO), będący oficerem w randze generała. Szef Operacji Kosmicznych zostanie członkiem Kolegium Połączonych Sztabów rok po uchwaleniu ustawy o siłach kosmicznych. Jeśli Sekretarz Obrony wyrazi na to zgodę, Szef Operacji kosmicznych może równocześnie sprawować funkcje Dowódcy Dowództwa Kosmicznego Stanów Zjednoczonych.
Siły kosmiczne przejmą odpowiedzialność za wszystkie najważniejsze programy kosmiczne, a także zarządzać będą osobnym budżetem gwarantującym mu niezależność od Sił Powietrznych. Siły Kosmiczne mają obejmować cały wojskowy i cywilny personel Departamentu Obrony, który prowadzi i wspiera operacje kosmiczne, centralizując zarząd nad wszystkimi specjalistami w zakresie technologii kosmicznych. Siły Kosmiczne utworzą również ścieżki kariery dla wojskowego i cywilnego personelu kosmicznego, włączając w to przeprowadzanie operacji, wywiad, inżynierie, naukę i rekrutację. Ustanawiając Siły Kosmiczne, Departament Obrony zamierza wykorzystać do szybszego rozwoju osobowego transfery między służbami, wynagrodzenia motywacyjne i premie.
Dowództwo Kosmiczne Sił Powietrznych (AFSPC) zostało przemianowane przez NDAA (Ustawa o Obronie Narodowej) na osobny rodzaj sił zbrojnych: Siły Kosmiczne. Cały były personel, organizacje i komponenty AFSPC zostały następnie przydzielone do sił kosmicznych. Głównymi komponentami AFSPC były: 14 Armia Lotnicza, która kontroluje operacje, oraz Centrum Systemów Kosmicznych i Rakietowych (SMC), które jest odpowiedzialne za badania i rekrutacje.
Pierwsza zmiana organizacyjna nastąpiła 20 grudnia 2019 – 14 Armia Lotnicza została przemianowana na Kosmiczne Dowództwo Operacyjne (SpOC). Generał dywizji John E. Shaw, były dowódca 14 Armii Lotniczej, został awansowany na Dowódcę Operacji Kosmicznych.
Space Force zamierza także stanąć na czele Dowództwa Systemów Sił Kosmicznych (SFSC) oraz Dowództwa Szkolenia i Gotowości Kosmicznej (STARCOM). SFSC ma na celu scentralizowanie wszystkich działań związanych z uruchamianiem, zaopatrzeniem, badaniami i rozwojem sił kosmicznych. STARCOM ma na celu powiększenie kadry specjalistów kosmicznych i składa się z Centrów Sił Kosmicznych skupionych na szkoleniu, utrzymaniu gotowości i rozwijaniu doktryny wojskowej.

### Struktura
Kosmiczne Dowództwo Operacyjne (SpOC), Vandenberg Air Force Base, Kalifornia
- 21 Skrzydło Kosmiczne (21 SW), Peterson Air Force Base, Kolorado
- 30 Skrzydło Kosmiczne (30 SW), Vandenberg Air Force Base, Kalifornia
- 45 Skrzydło Kosmiczne (45 SW), Patrick Air Force Base, Floryda
- 50 Skrzydło Kosmiczne (50 SW), Schriever Air Force Base, Kolorado
- 460 Skrzydło Kosmiczne (460 SW), Buckley Air Force Base, Kolorado
- 614 Centrum Operacji Powietrznych (614 AOC), Vandenberg Air Force Base, Kalifornia

 Centrum systemów kosmicznych i rakietowych (SMC), Los Angeles Air Force Base, Kalifornia
- 61 Baza Lotnicza (61 ABG), Los Angeles Air Force Base, Kalifornia

## Personel

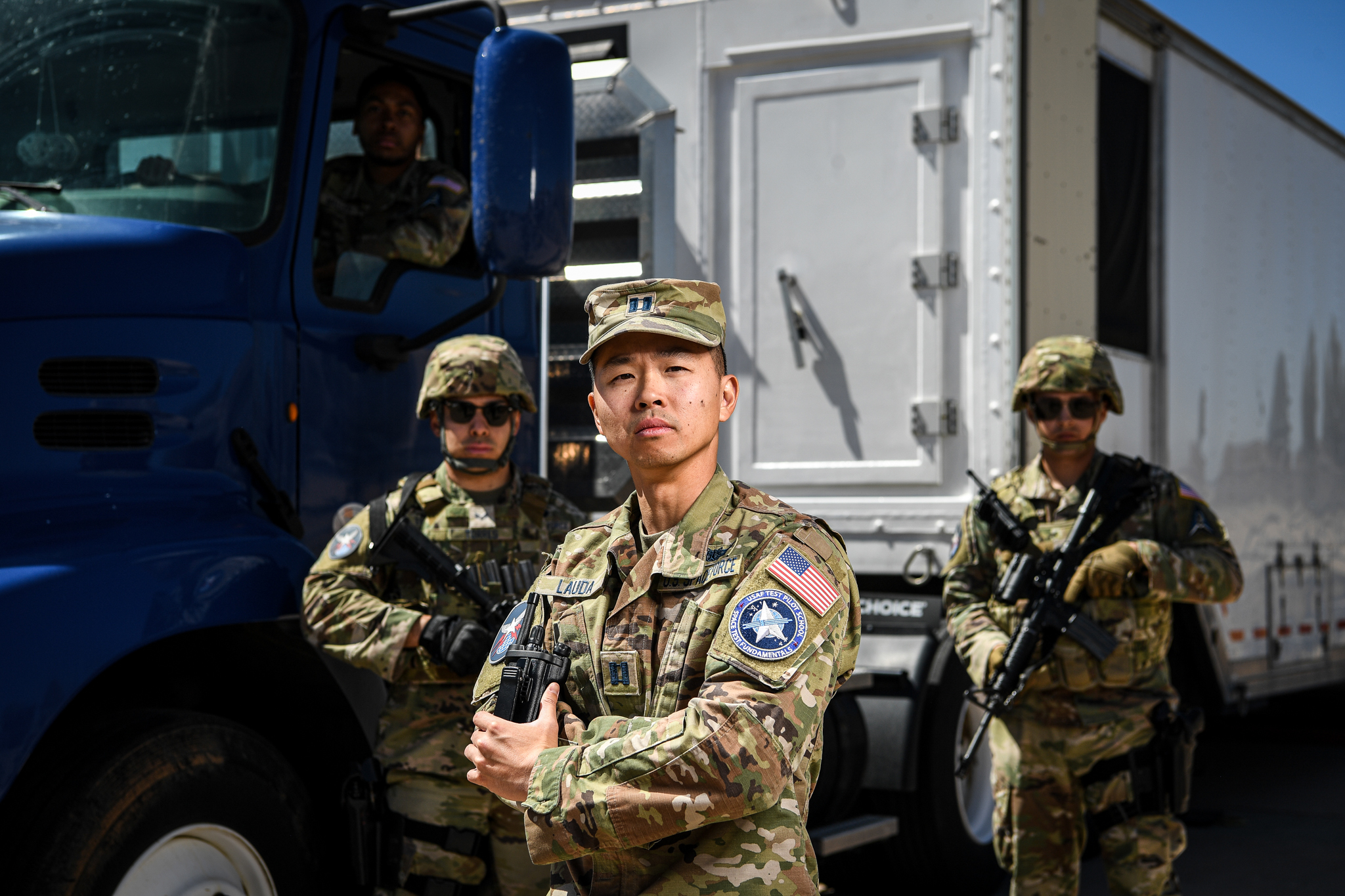
Żołnierze 4th Space Operations Squadron wchodzącego w skład USSF

Cały personel Dowództwa Kosmicznego Sił Powietrznych jest aktualnie przypisany do Sił Kosmicznych. Członkowie Wojsk Lądowych i Marynarki Wojennej również mogą brać udział w rekrutacji; obecnie USSF ma 16 000 przypisanych pracowników. Transfer członków Sił Powietrznych rozpocznie się w roku 2020, a członków Wojsk Lądowych i Marynarki w 2022 roku. Budżet na rok 2021 przewiduje 10 000 etatów cywilnych i wojskowych.
Siły Kosmiczne stworzą ścieżki kariery dla swoich specjalistów, wliczając w to specjalistów od spraw operacji kosmicznych, wywiadu, inżynierii, rekrutacji, nauk ścisłych oraz komunikacji. Wsparcie specjalistyczne, wliczając w to pomoc prawną, kwestie medyczne, inżynierii lądowej, logistyczne, finansowe, bezpieczeństwa oraz public affairs, zostanie zapewnione przez Siły Powietrzne w celu wsparcia USSF.

### Umundurowanie

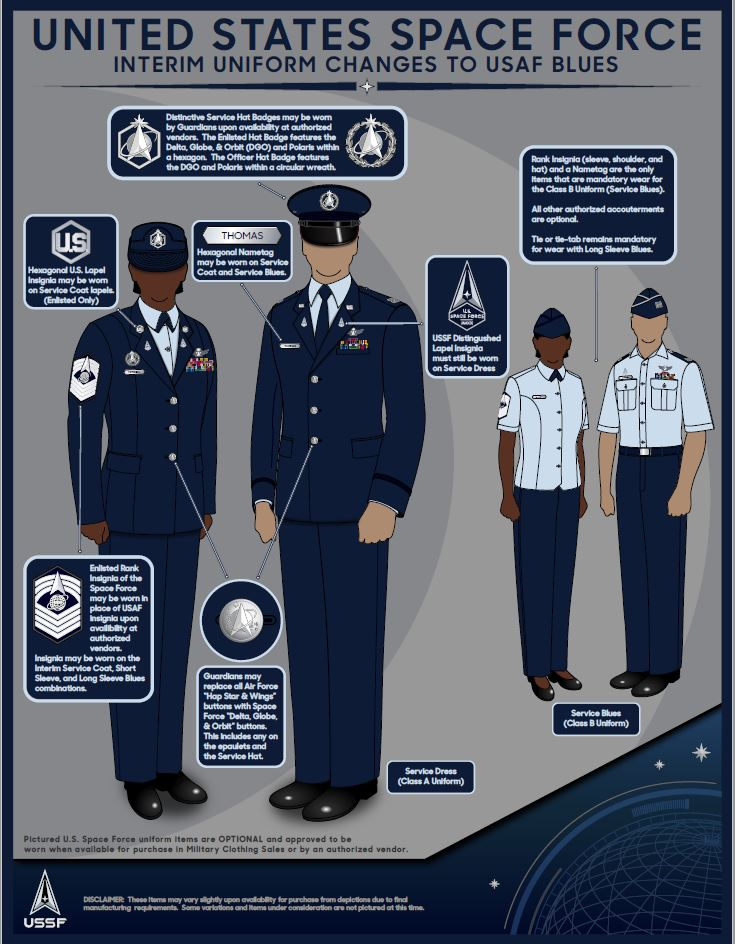
Wzór umundurowania służbowego USSF

Do czasu rozwinięcia swoich własnych wyróżniających się mundurów, Siły Kosmiczne będą używać umundurowania Sił Powietrznych. Jako mundur polowy przyjęty został wzór Army Combat Uniform.

### Nagrody i odznaczenia
W Siłach Kosmicznych oprócz bazowego umundurowania, stosowane są również insygnia oznaczające przyporządkowanie lub poziom kwalifikacji w danej dziedzinie. Aktualnie używane insygnia obejmują również odznakę Dowództwa Kosmicznego Stanów Zjednoczonych oraz Dowództwa Operacji Kosmicznych.

## Wyposażenie

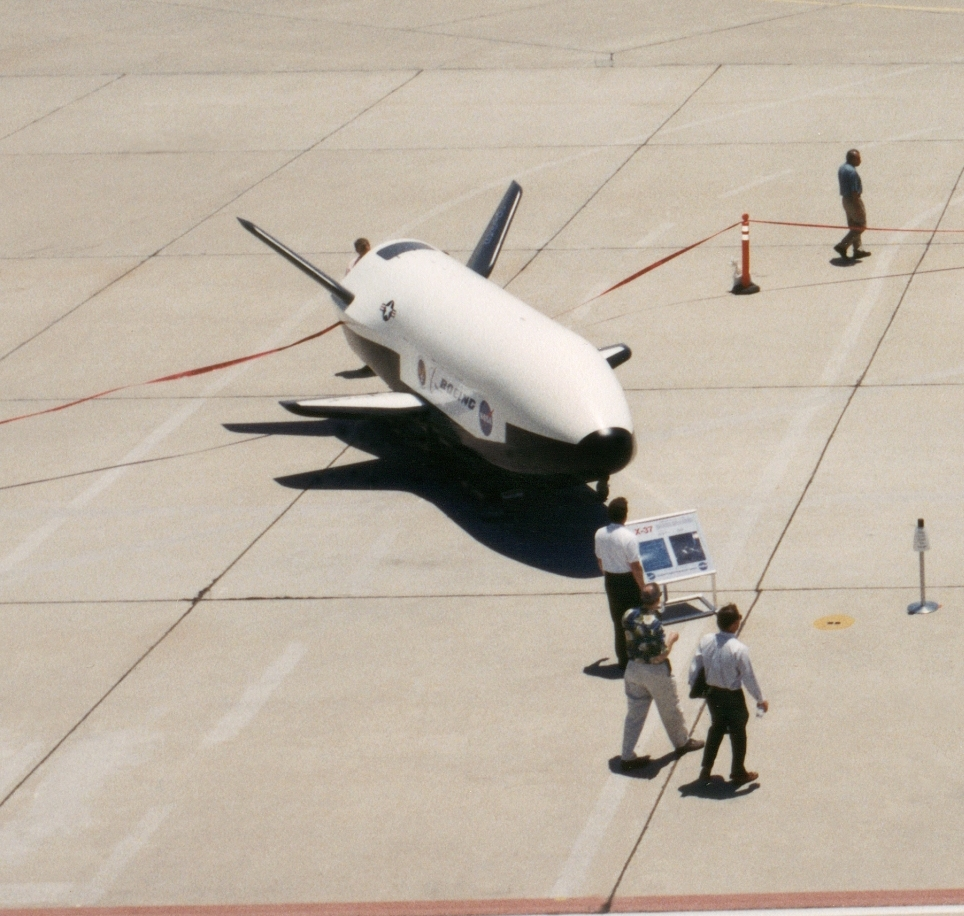
Wahadłowiec X-37

USSF obsługuje dwa wahadłowce kosmiczne X-37, które wprawdzie znajdują się na wyposażeniu Departamentu Obrony, ale są kontraktowane na poszczególne starty. Pierwszy lot X-37 zarządzany przez Siły Kosmiczne odbył się 17 maja 2020 roku na rakiecie Atlas V.

## Budżet
Proponowany budżet Sił Kosmicznych na rok 2021 przewiduje transfer ponad 15 miliardów dolarów z budżetu Sił Powietrznych.
| United States Space Force Budget   | 2020        | 2021 (proponowany) |
| ---------------------------------- | ----------- | ------------------ |
| Obsługa i konserwacja              | $40,000,000 | $2,608,400,000     |
| Zaopatrzenie                       | –           | $2,446,100,000     |
| Badania, Rozwój, Testy i Ewaluacja | –           | $10,327,600,000    |
| Całość                             | $40,000,000 | $15,382,100,000    |